# Geneiken
Das Dorf Geneiken ist ein Ortsteil der Stadt Erkelenz im Kreis Heinsberg in Nordrhein-Westfalen. Zum Ort gehört auch Gendyk und der Dyker Hof.

## Lage

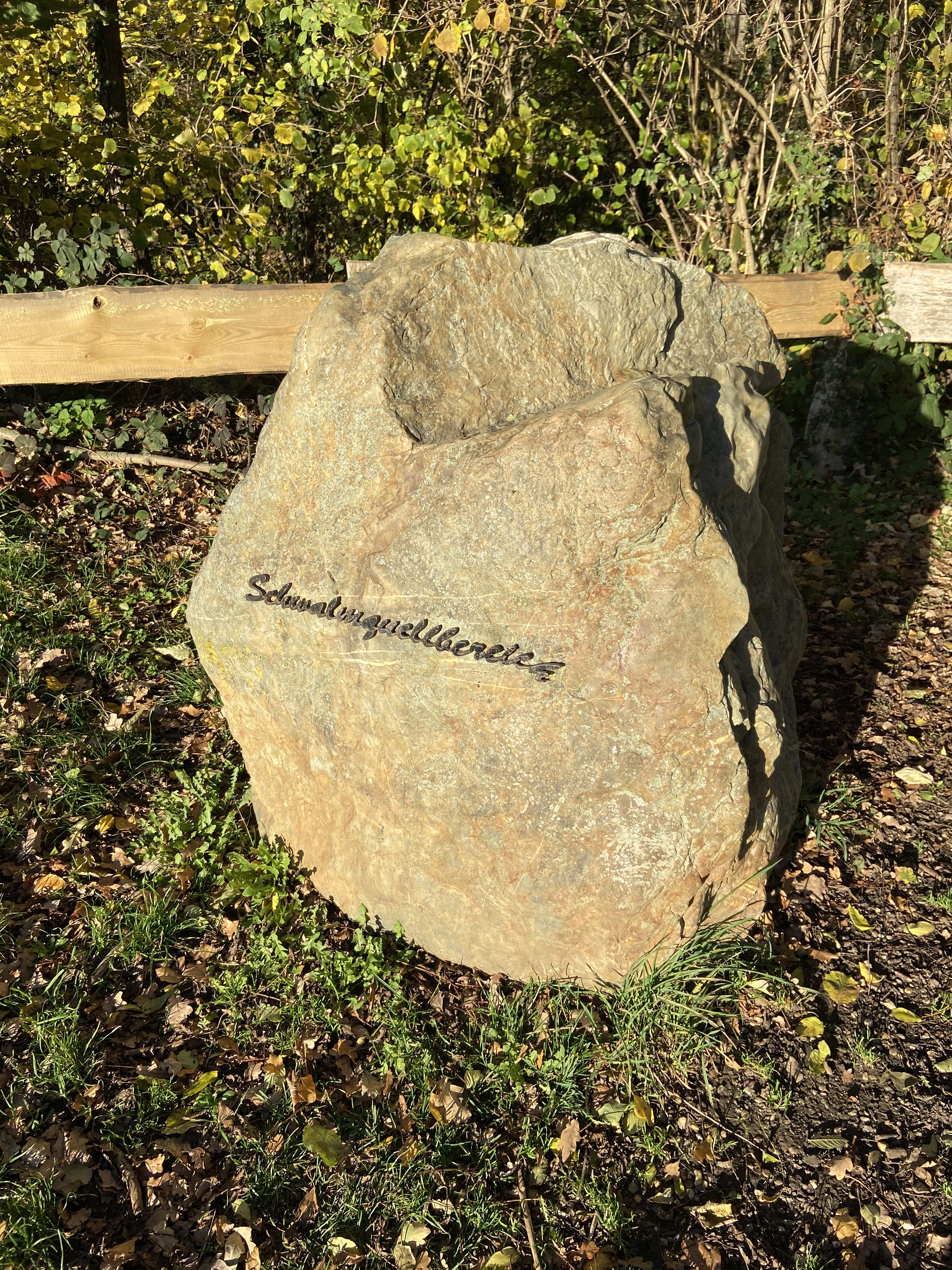
Der Stein an der Quelle der Schwalm an der Dyker Straße im Erkelenzer Ortsteil Geneiken im Herbst 2020

Geneiken liegt an der Straße Schwanenberg – Tüschenbroich. Nördlich des Dorfes liegt die Gemeindegrenze zur Stadt Wegberg. Auf der östlichen Seite des Dorfes liegt der Dyker Hof.
Nördlich des Dorfes beginnt noch auf Erkelenzer Gebiet der Tüschenbroicher Wald und das Quellgebiet der Schwalm.

## Geschichte
Geneiken ist ein Straßendorf. In einer Urkunde von 1561 wird der Ort angen Eicken genannt. Der Ortsname hat die Bedeutung „Siedlung an den Eichen“.
Das Dorf gehörte zum Amt Wassenberg im Herzogtum Jülich und zur Herrschaft Tüschenbroich.
Zur Herrlichkeit Tüschenbroich gehörte auch der Dycker Hof als Lehnsgut. Südlich des Dorfes gelegen bildete er mit Wohnhaus, Scheunen- und Stallbauten und mit seinem alten geschlossenen Wehrturm (Berfes) eine geschlossene, rechteckige Wehranlage.

„Im Oktober 1794 besetzte die französische Revolutionsarmee das Erkelenzer Land. Unter ihrer Regie wurde der Adel enteignet und aller Vorrechte enthoben. Um 1798 wird daher der Dyckerhof durch Kauf von dem Freiherren von Spiering an seinen ehemaligen Halfen Petrus II. Gackels übergegangen sein, so daß seine Descendenten (Nachfahren) Gutsbesitzer und nicht mehr Erbpächter waren.“

„Das Dorf Geneiken liegt 3,8 km südlich von Wegberg an dem Gemeindeweg von Tüschenbroich nach Grambusch–Schwanenberg. Es zählt 47 Haushaltungen, 47 bewohnte, 12 unbewohnte Wohnhäuser und 104 männliche, 109 weibliche, zusammen 213 Einwohner, welche etwa je zur Hälfte der katholischen und der evangelischen Konfession angehören. Als die Zahl der evangelischen Schulkinder aus Geneiken und Genfeld 48 erreicht hatte und die bisher besuchte Schule zu Schwanenberg zu ihrer Aufnahme nicht mehr ausreichte, forderte die Königliche Regierung zu Aachen durch Verfügung vom 13. Januar 1857 die Errichtung einer neuen evangelischen Schule zu Geneiken. Trotzdem die Gemeinde sich weigerte, mußte sie die Schule mit Ostern 1858 vorläufig bis zum Bau eines Schulsaales in einem gemieteten Raume unterbringen. Das nutzlose ferneren Widerstandes einsehend, beschloß der Gemeinderat dann am 12. Juli 1858 die Aufnahme eines Darlehns von 2300 Thlr. zum Neubau einer Schule, welcher Bau 1860 ausgeführt wurde. Die Zahl der evangelischen Schulkinder geht andauernd zurück, heute beträgt sie nur noch 17. Ein Antrag der hiesigen Gemeinde auf Vereinigung der evangelischen Schule zu Geneiken mit den Schulen der Gemeinde Schwanenberg zu einem gemeinsamen Schulverbande wurde leider 1909 abgelehnt, dagegen erklärte sich Schwanenberg wohl zur vollen Eingemeindung der Orte Geneiken und Genfeld bereit, worauf Wegberg jedoch nicht eingehen konnte.“

Nach dem „Einwohner-Adreßbuch für die Kreise Geilenkirchen-Heinsberg und Erkelenz“ von 1935 hatte Geneiken 1935 266 Einwohner; in diesem Adressbuch werden als Leiter der evangelischen Volksschule in Geneiken Lehrer Otto Fischer genannt, der auch die Poststelle im Dorf leitete. In diesem Adressbuch sind alle erwachsenen bzw. berufstätigen Einwohner Geneikens (Stand 1935) mit Berufsangaben und genauer Adresse aufgeführt (so sieht man u. a., dass es neben den zahlreichen Landwirten damals einige Selbstständige im Dorf gegeben hat – z. B. Viehhändler, Kaffeehändler, Eierhändler, Butterhändler, Gutsbesitzer [Dieker Hof] etc.).
Am 1. Januar 1972 wurde Geneiken aus der Gemeinde Wegberg aus- und in die Stadt Erkelenz eingegliedert.

## Religion
Die Bevölkerung ist teils evangelisch, teils katholisch, kirchlich gehört der Ort zur evangelischen Gemeinde von Schwanenberg
und zur katholischen Pfarre Tüschenbroich.

## Verkehr
Die AVV-Buslinie 418 der WestVerkehr verbindet Geneiken an Schultagen mit Erkelenz und Wegberg.
Zudem verkehrt der Multi-Bus seit dem 9. Juni 2024 kreisweit erweitert und zu einheitlichen Bedienzeiten. Mehr Informationen gibt es bei WestVerkehr.
| Linie | Verlauf |
| ----- | --- |
| 418   | Erkelenz Bf – (Erkelenz ZOB –) (Kehrbusch → Isengraben → Flassenberg ← Isengraben ← Kehrbusch –) Grambusch – Schwanenberg – Geneiken – (Wildenrath Gewerbegebiet –) Tüschenbroich – Watern – Wegberg Busbf (– Wegberg Bf – Harbeck – Merbeck – Venn – Tetelrath – Silverbeek – Niederkrüchten) |